# Minisatelliti
Si definiscono minisatelliti corte sequenze ripetute in tandem di DNA (10-100 bp). Esse si dividono in due gruppi: il DNA minisatellite telomerico e il DNA minisatellite ipervariabile.
Il DNA minisatellite telomerico è generalmente formato da  esanucleotidi " 5'-TTAGGG-3' ", ripetuti in tandem, con una grandezza totale di circa 10-15 KB, che vengono aggiunti alla fine di ogni cromosoma dall'enzima telomerasi. Queste sequenze impediscono la degradazione dell'estremità dei cromosomi ed inoltre rivestono un ruolo importante durante la replicazione della parte terminale del DNA.
Il DNA minisatellite ipervariabile, noto anche come VNTR (variable number tandem repeat) è rappresentato da più di 1000 gruppi di corte sequenze ripetute, localizzati in diversi loci all'interno del genoma, soprattutto nelle regioni centromeriche e non telomeriche. La lunghezza di ogni unità ripetuta è compresa tra 6 a più di 50 bp, con una estensione totale compresa tra 100 bp a circa 20 kb; il numero di unità ripetute di ogni gruppo risulta estremamente variabile tra gli individui di una stessa specie. Queste sequenze presentano un core centrale rappresentato dalla sequenza "GGGCAGGAXG" (dove X rappresenta una qualsiasi base). Il significato di queste sequenze non è stato ancora chiarito ma, a causa del loro estremo polimorfismo, sono utilizzate nelle analisi di paternità, come il fingerprinting genetico.
I minisatelliti sono considerati hot spot (punti caldi) della ricombinazione omologa, cioè zone del DNA all'interno delle quali la frequenza di ricombinazione è più elevata rispetto alla media.
L'origine di queste sequenze ripetute non è stata ancora chiarita, anche se si pensa che esse derivino da crossing-over ineguali.